# Confrançon
Confrançon ist eine französische Gemeinde mit 1.357 Einwohnern (Stand 1. Januar 2022) im Département Ain in der Region Auvergne-Rhône-Alpes. Sie gehört zum Kanton Attignat im Arrondissement Bourg-en-Bresse.

## Geographie

### Lage
Confrançon liegt auf 200 m, etwa 14 Kilometer nordwestlich der Präfektur Bourg-en-Bresse, 18 Kilometer östlich der Stadt Mâcon und 59 Kilometer nordnordöstlich der Stadt Lyon (Luftlinie). Das Dorf erstreckt sich im südlichen Teil der historischen Provinz Bresse. Nachbargemeinden von Confrançon sind Saint-Didier-d’Aussiat im Norden, Curtafond im Osten, Polliat und Mézériat im Süden sowie Saint-Genis-sur-Menthon im Westen.

### Topographie
Die Fläche des 18,17 km² großen Gemeindegebiets umfasst einen Teil der südlichen Bresse, einer besonders durch die Landwirtschaft geprägten Ebene zwischen dem Jura-Gebirge und dem Fluss Saône. Sanfte Hügel ragen um maximal 20 m aus der Ebene empor, während in den Niederungen mehrere kleine Bäche das Gemeindegebiet in Richtung Saône entwässern. Landwirtschaftliche Nutzung macht den Großteil der Landbedeckung aus (Felder etwa 52 %, Wiesen 22 %, sonstige 14 %) gefolgt von Baumbestand mit 7 % und bebauten Flächen mit 4 %.

### Gemeindegliederung
Die Gemeinde teilt sich auf in das eigentliche Dorf Confrançon und südlich davon mehrere Ortsteile, die sich als Straßendorf an der Hauptstraße D1079 zwischen Bourg-en-Bresse und Mâcon aufreihen. Diese Ortsteile sind L’Efondras, Le Logis Neuf, Fenioux und Cornaton. Einzelstehende Gehöfte sind über das restliche Gemeindegebiet verteilt.

## Geschichte
Erste urkundliche Erwähnungen aus dem Hochmittelalter finden sich um das Jahr 1000 (in villa qui dicitur Curte Francione, in villa qui nuncupatur Corfrancione). Später verändert sich die Schreibweise zu Corfrançons (1250) und Confranczon (1325). Die Pfarrei Saint-Pierre in Confrançon gehörte im Mittelalter zum Erzbistum Lyon, wobei das Domkapitel von Saint-Vincent in Mâcon die Kollatur besaß. Dagegen waren die Ländereien der Gemeinde unter mehreren lokalen Herrschaftshäusern aufgeteilt waren, darunter die Herren von Asnières-les-Bois, deren Anwesenheit ebenfalls auf das 10. Jahrhundert zurückgeht. Sie ließen im 14. Jahrhundert eine Burganlage errichten, die im Mittelalter mehrfach den Besitzer wechselte bis hin zur Familie Loriol, nach der sie im Jahr 1743 den heutigen Namen Château de Loriol erhielt.
Von 1793 bis 2015 gehörte Confrançon zum Kanton Montrevel-en-Bresse.

### Bevölkerungsentwicklung
| Jahr                       | 1962 | 1968 | 1975 | 1982 | 1990 | 1999 | 2006 | 2011 | 2019 |
| -------------------------- | ---- | ---- | ---- | ---- | ---- | ---- | ---- | ---- | ---- |
| Einwohner                  | 728  | 657  | 725  | 720  | 805  | 862  | 1048 | 1200 | 1333 |
| Quellen: Cassini und INSEE |      |      |      |      |      |      |      |      |      |

Mit 1357 Einwohnern (Stand 1. Januar 2022) gehört Confrançon zu den kleineren Gemeinden des Départements Ain. Nachdem die Einwohnerzahl in der ersten Hälfte des 20. Jahrhunderts rückläufig war (1901 wurden noch 1149 Einwohner gezählt), wurde seit Mitte der 1990er Jahre wieder eine Bevölkerungszunahme verzeichnet. Die Ortsbewohner von Confrançon heißen auf Französisch Confrançonnais(es).

## Sehenswürdigkeiten
Das Château de Loriol im Westen der Gemeinde ist als Monument historique eingeschrieben mitsamt seinem Schlosspark und Wirtschaftsgebäuden. Die ehemalige mittelalterliche Burg und Sitz der Herren von Asnières trägt den Namen der Familie Loriol, die es im 16. Jahrhundert besaß. Der heutige Bau ist durch die Restaurierung und Umbauten aus dem Jahr 1860 geprägt, die dem Schloss ein neugotisches Aussehen verpassten. Das Hauptgebäude besteht aus drei um einen rechteckigen Hof gruppierten Flügeln, an dessen äußeren Ecken Rundtürme herausragen. Der rechte Flügel wird von einem viereckigen Turm abgeschlossen, der auf den mittelalterlichen Donjon zurückgeht.

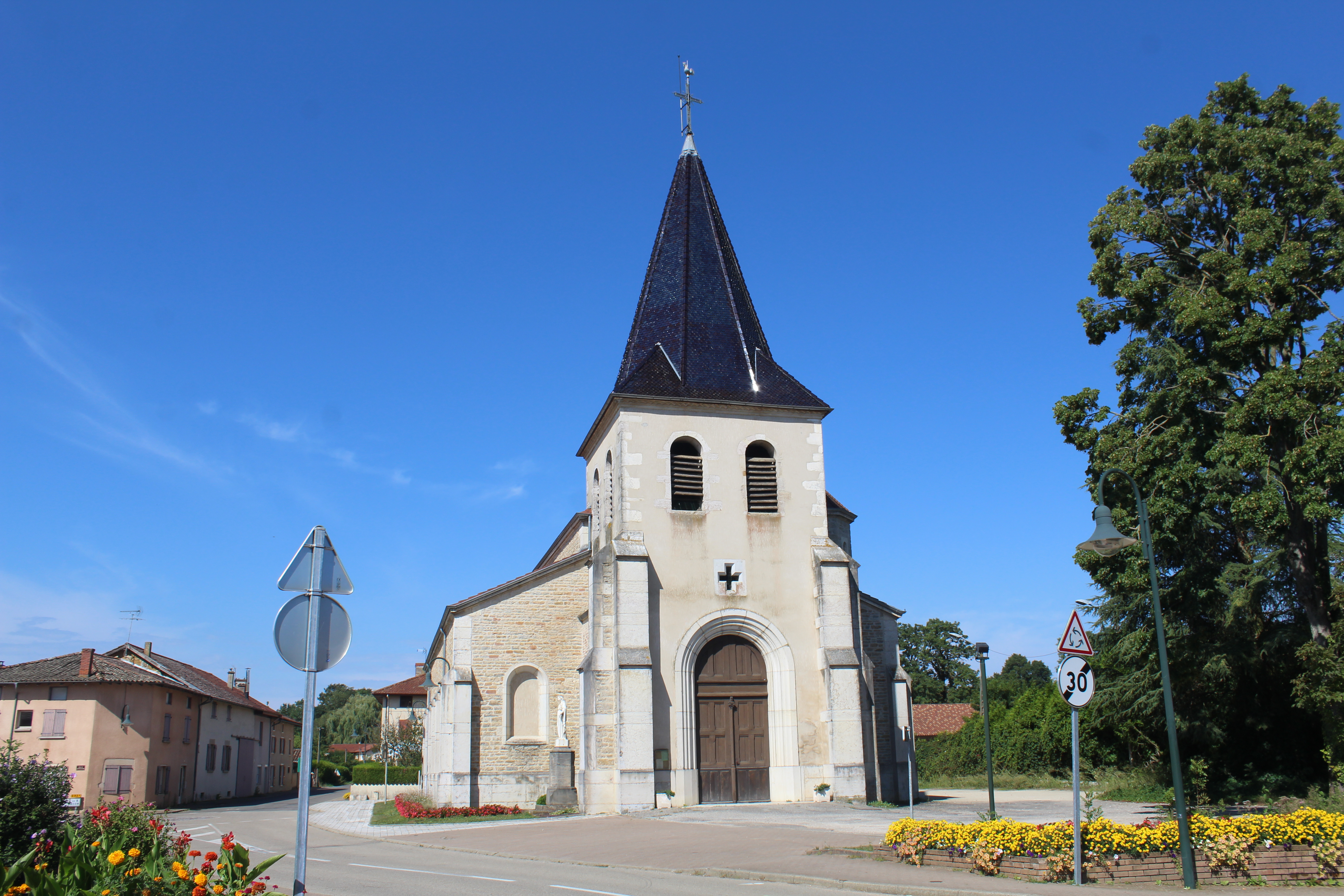
Kirche Saint-Pierre
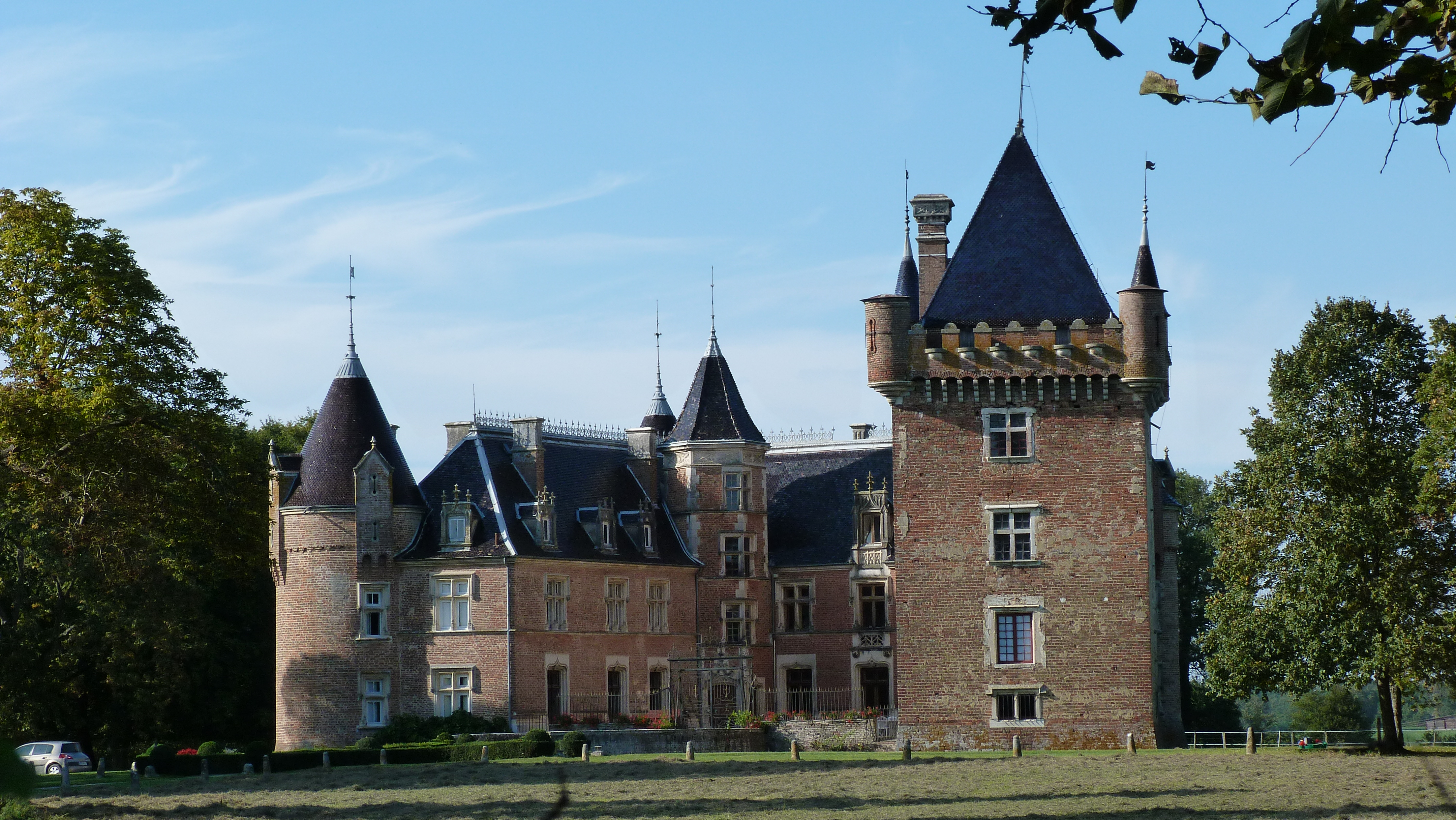
Château de Loriol
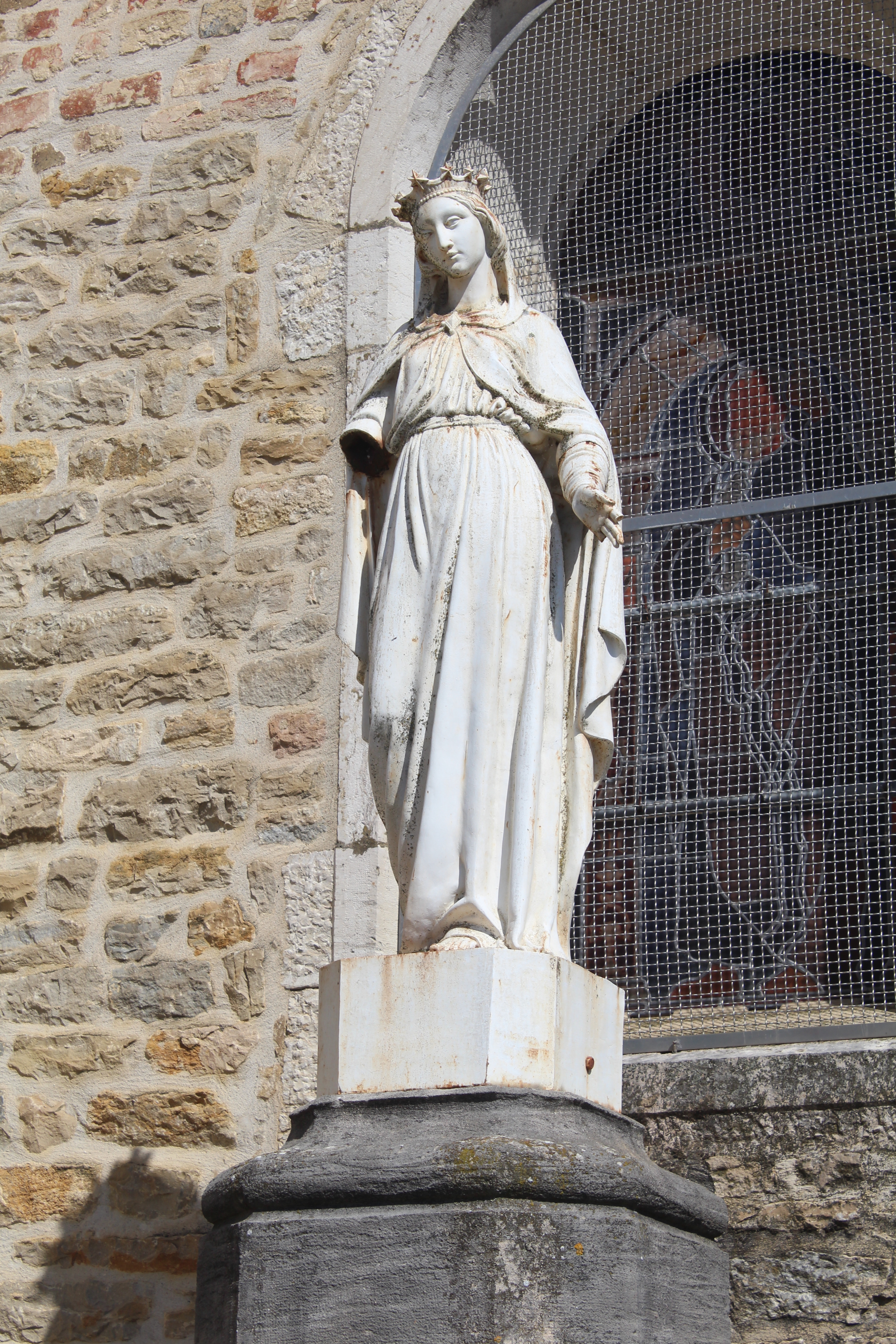
Marienstatue
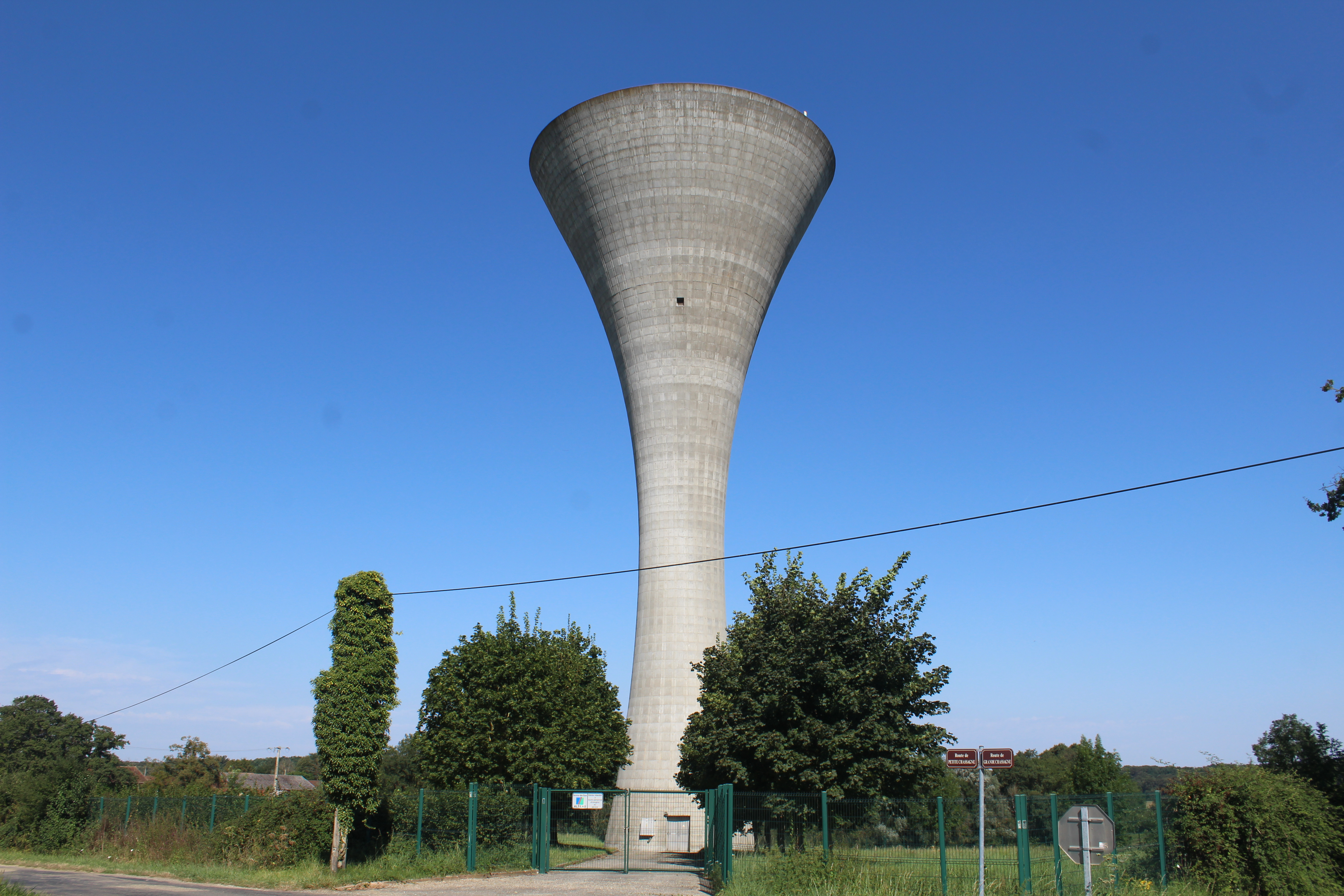
Wasserturm
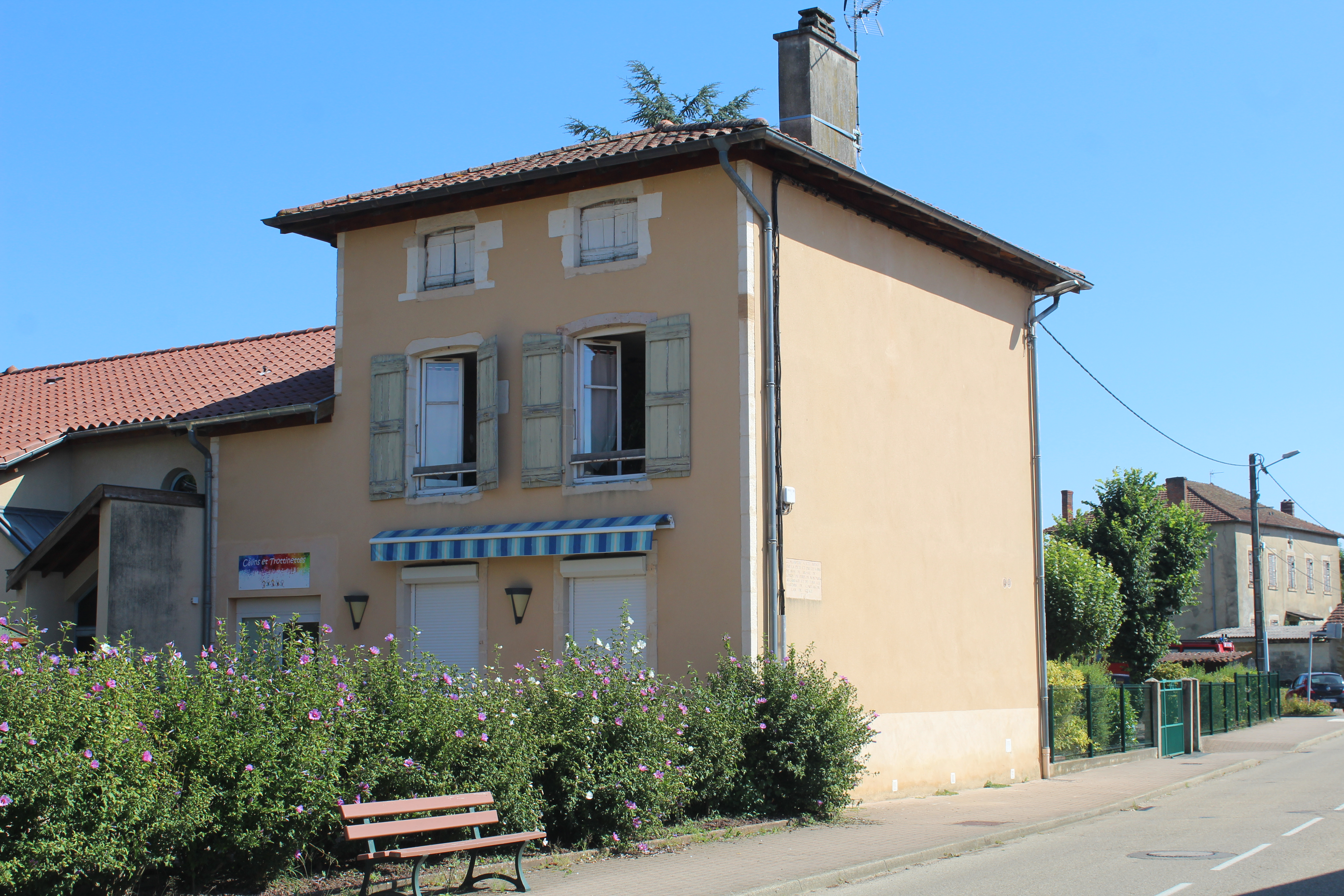
Ehemaliges Pfarrhaus
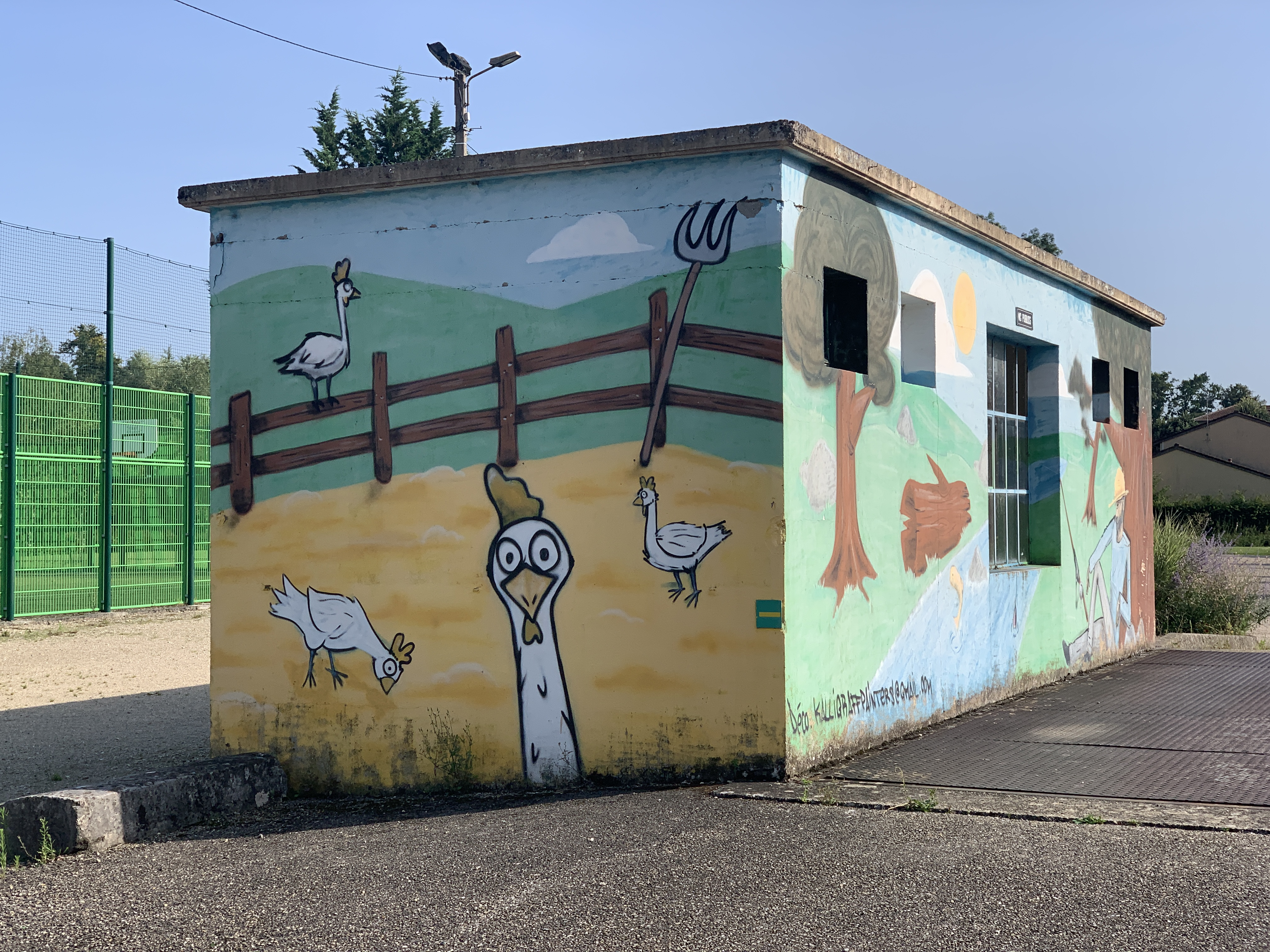
Ehemalige öffentliche Waage
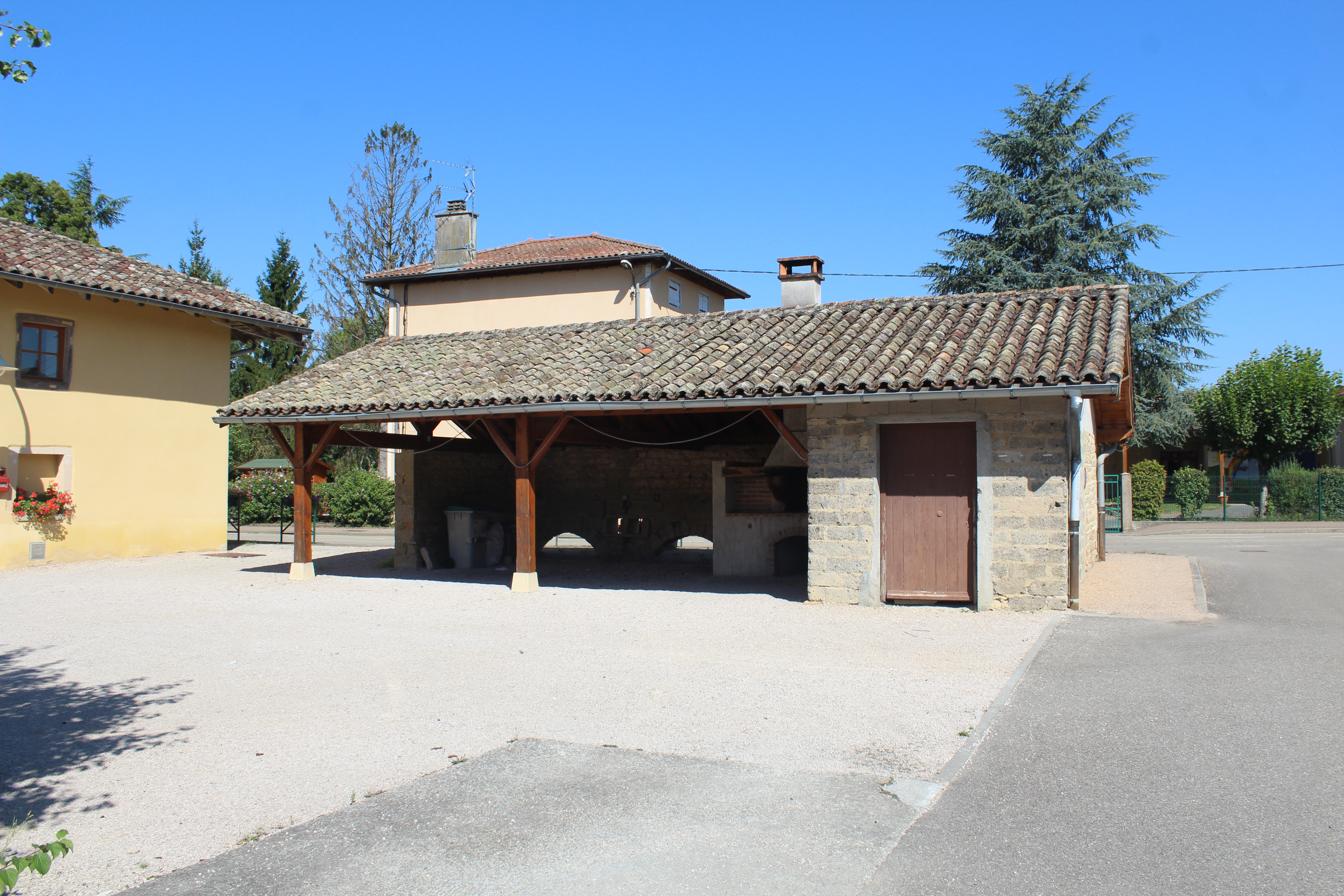
Ehemaliger öffentlicher Brotbackofen
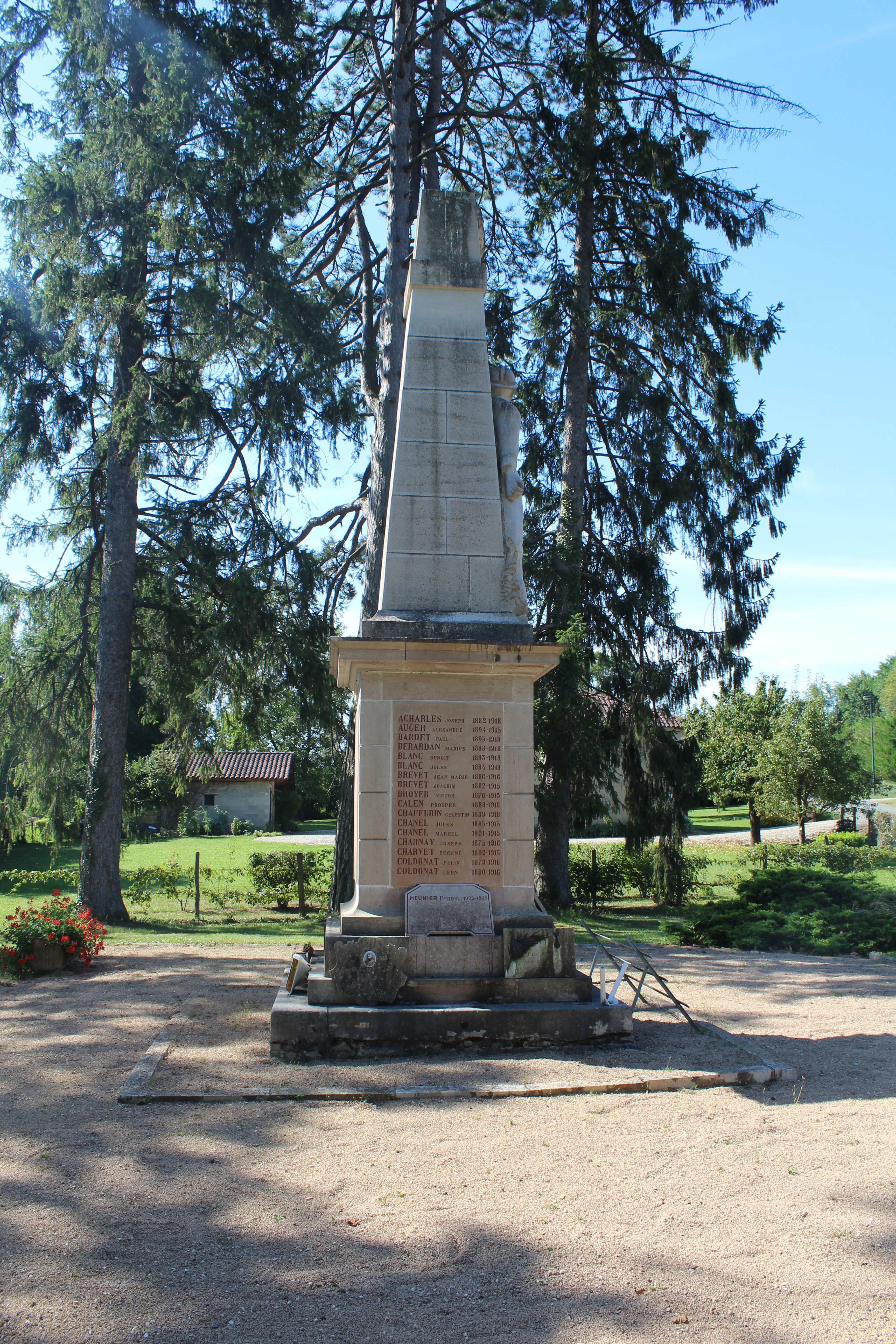
Gefallenendenkmal

## Wirtschaft und Infrastruktur
Confrançon ist bis heute ein vorwiegend durch die Landwirtschaft geprägtes Dorf, dessen Höfe  Feldwirtschaft und Tierproduktion mit Schwerpunkt Geflügelzucht betreiben. Daneben gibt es verschiedene Betriebe des lokalen Kleingewerbes. Mittlerweile hat sich das Dorf auch zu einer Wohngemeinde entwickelt. Viele Erwerbstätige sind Wegpendler, die in den größeren Ortschaften der Umgebung, vor allem im Raum Bourg-en-Bresse, ihrer Arbeit nachgehen.
Die Ortschaft liegt teilweise an der Departementsstraße D1079 (ehemalige Route nationale 79), die Bourg-en-Bresse mit Mâcon verbindet. Nebenstraßen führen jeweils in die Nachbargemeinden. Die mautpflichtige Autobahn A 40 (Genf–Mâcon) verläuft durch die Gemeinde und bedient sie mit einer Anschlussstelle in etwa vier Kilometern Entfernung. Als Flughäfen in der Region kommen Lyon-St-Exupéry (70 Kilometer entfernt) und Genf (141 Kilometer entfernt) in Frage.